# Affetta formaggio

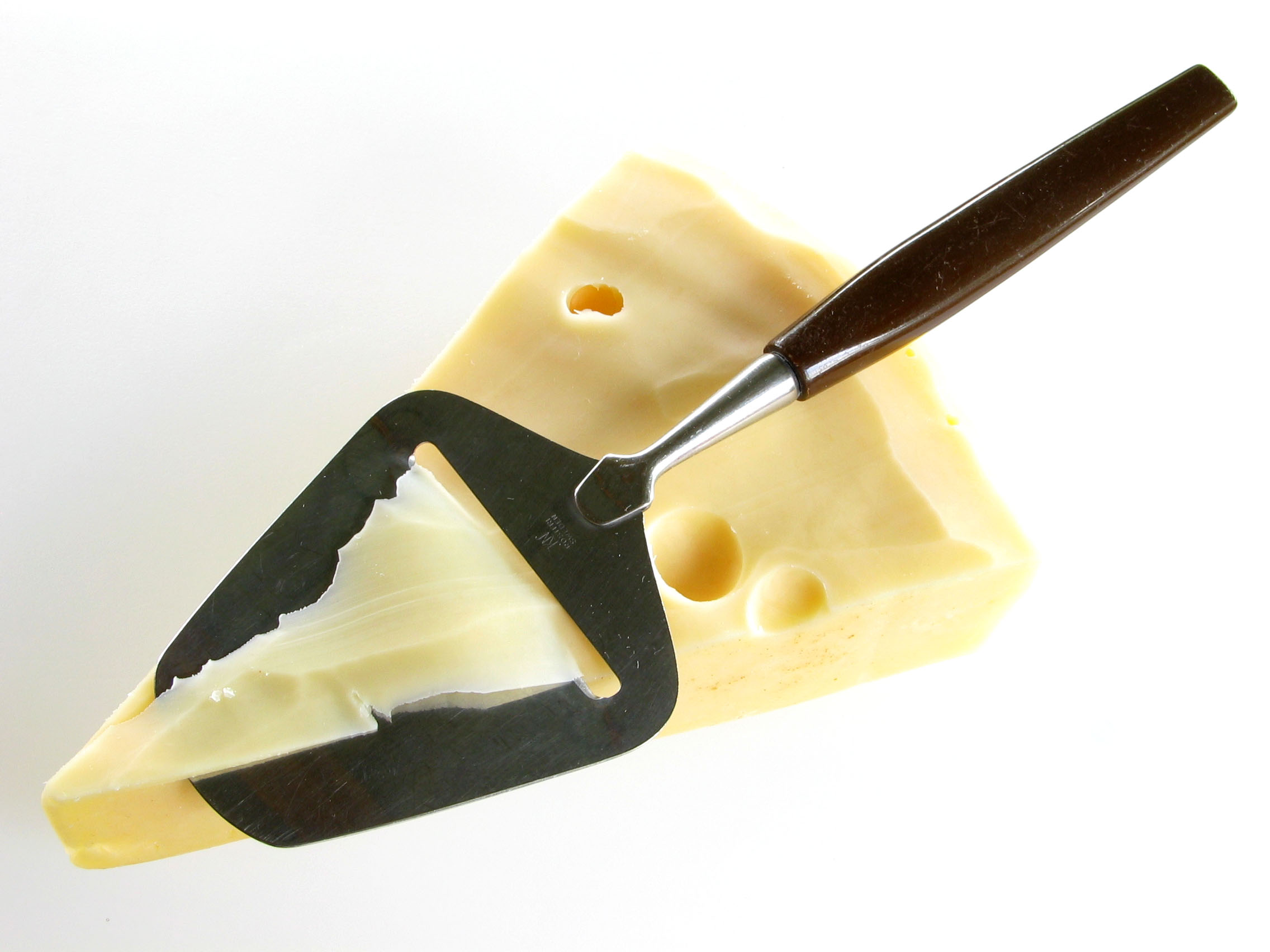
Affettaformaggio

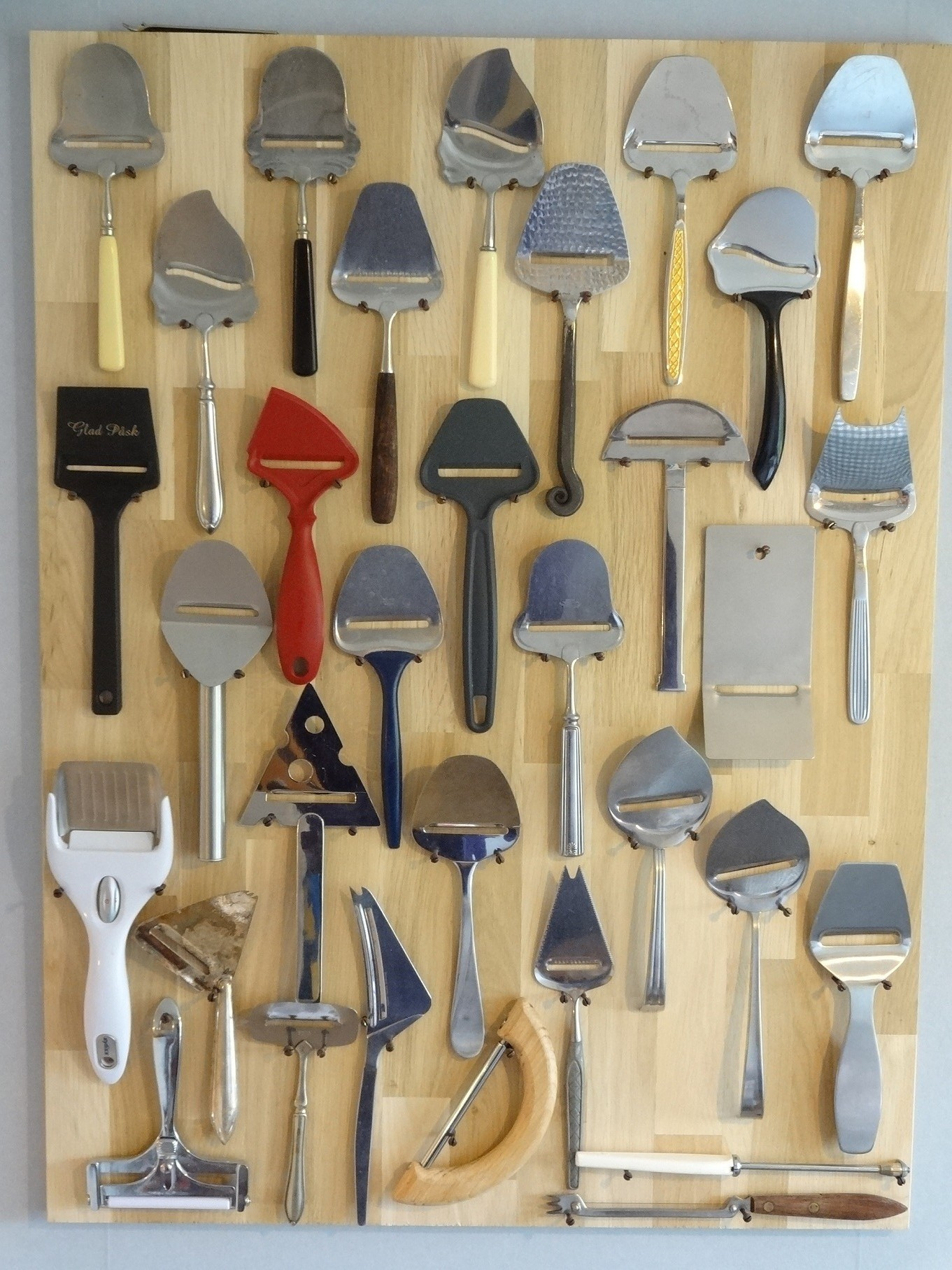
Vari tipi di affettaformaggio

L'affettaformaggio è un utensile da cucina usato per ricavare sottili fette da un blocco di formaggio. Viene usato per affettare anche altri alimenti, come i cetrioli.
Assomiglia ad una paletta da cucina, con un manico e una parte anteriore piatta (solitamente in acciaio inossidabile) che presenta un foro trasversale con una lama affilata. L'utensile viene pressato e fatto scorrere sul formaggio, e la fetta tagliata dalla lama passa attraverso il foro e rimane sopra la paletta. Lo spessore delle fette di formaggio può essere controllato variando l'inclinazione della lama. Esistono anche modelli di forma differente, adatti per formaggi cremosi. Alcuni modelli hanno come lama un filo d'acciaio teso tra due rebbi del telaio.
L'affettaformaggio fu inventato nel 1925 dal falegname norvegese Thor Bjørklund, che fondò a Lillehammer la società Bjørklund & Sønner. Sullo stesso principio tentò di commercializzare un utensile per il taglio del burro, che però non ebbe successo. L'affettaformaggio è un attrezzo comune nella cucina scandinava, tedesca e del Benelux, e meno comune in altri paesi, dove il formaggio è comunemente affettato con l'uso di un coltello. Si pensa che questa differenza sia dovuta soprattutto alla consistenza dei formaggi tipici in questi paesi ideale per essere affettati con l'attrezzo.